# Felix Hoffmann (Heimatforscher)
Felix Hoffmann (* 1896; † 3. Dezember 1968 in Bad Liebenwerda) war ein deutscher Heimatforscher.

## Leben
Nach dem Besuch von Mittelschule und Gymnasium nahm der in Schlesien aufgewachsene Hoffmann zunächst ein Studium der Theologie und Geschichte auf, welches er allerdings wegen des frühen Todes seines Vaters bald wieder abbrechen musste. In der Folgezeit arbeitete er zunächst als Privat- und Hilfslehrer. Infolge des Zweiten Weltkrieges siedelte Hoffmann zunächst in das sächsische Torgau um, bevor er in das heute zur Gemeinde Röderland zählende Dorf Haida an der Schwarzen Elster kam. Hier arbeitete er kurze Zeit im örtlichen Kieswerk. Ab 1947 war er schließlich in der Superintendentur Elsterwerda tätig.
Bereits in seiner Heimat Schlesien beschäftigte er sich mit der regionalen Landes- und Kirchengeschichte und einige seiner Veröffentlichungen befinden sich bis in die Gegenwart im Bestand der Deutschen Nationalbibliothek. Nach seiner Umsiedlung verfasste Hoffmann schließlich auch zahlreiche Beiträge, die sich mit der Heimatgeschichte des Kreises Bad Liebenwerda befassten und im Liebenwerdaer Heimatkalender, der Tagespresse sowie in der Zeitschrift Glaube und Gewissen erschienen. Außerdem war er in Haida Gemeindevertreter und Mitarbeiter des Kulturbundes der DDR. Im Dezember 1968 verstarb er nach kurzer schwerer Krankheit im Alter von 72 Jahren in Bad Liebenwerda.

## Schriften
- Kreuze im Wald und am Wege: Die steinernen Kreuze im Altkreise Sagan. Ein Beitrag zur schlesischen Steinkreuzforschung, 1937. (DNB 574789162)
- Johannes Kepler: Seine Beziehung zur Wallensteinstadt Sagan. Ein Beitrag zur Saganer Heimatkunde, 1939. (DNB 574789154)
- Zur älteren Geschichte der Stadt Elsterwerda. In: Arbeitsgemeinschaften der Natur- und Heimatfreunde des Deutschen Kulturbundes Kreis Bad Liebenwerda (Hrsg.): Heimatkalender für den Kreis Bad Liebenwerda. Bad Liebenwerda 1955, S. 66–68.
- 80 Jahre Forstbaumschulen im Kreise Liebenwerda. In: Heimatkalender für den Kreis Liebenwerda. 1956, S. 10lf.
- Über 800 Jahre liegt Saathain an der Röder. In: Heimatkalender für den Kreis Bad Liebenwerda. Bad Liebenwerda 1957, S. 63–66.
- Aus der Postkutschenzeit. In: Heimatkalender für den Kreis Bad Liebenwerda. Bad Liebenwerda 1957, S. 81–87.
- Die Stadtwinkler Fischergesellschaft in Liebenwerda. In: Märkische Heimat. 1957. Heft 4
- Die Hüfner von Haida. In: Heimatkalender für den Kreis Bad Liebenwerda. Bad Liebenwerda 1959, S. 88–90.
- Weißes Gold von Haida. In: Heimatkalender für den Kreis Bad Liebenwerda. Bad Liebenwerda 1960, S. 93–97.
- Die steinerne Chronik von Saathain. In: Heimatkalender für den Kreis Bad Liebenwerda. Bad Liebenwerda 1960, S. 198–201.
- Aus Elsterwerdas Kirchengeschichte. In: Festausschuß beim Rat der Stadt Elsterwerda (Hrsg.): 750 Jahre Elsterwerda 1211–1961. Festschrift der Stadt Elsterwerda anläßlich ihrer 750-Jahr-Feier. Elsterwerda 1961, S. 11–15.
- Wann begann das 20. Jahrhundert. In: Arbeitsgemeinschaften der Natur- und Heimatfreunde des Deutschen Kulturbundes Kreis Bad Liebenwerda (Hrsg.): Heimatkalender für den Kreis Bad Liebenwerda. Bad Liebenwerda 1961, S. 30.
- Gottfried Silbermann baut die Orgel in Großkmehlen. In: Arbeitsgemeinschaften der Natur- und Heimatfreunde des Deutschen Kulturbundes Kreis Bad Liebenwerda (Hrsg.): Heimatkalender für den Kreis Bad Liebenwerda. Bad Liebenwerda 1961, S. 226–227.
- Einen Ortschronisten belauscht. In: Heimatkalender für den Kreis Bad Liebenwerda. Bad Liebenwerda 1962, S. 48–53.
- Felix Hoffmann, M. Karl Fitzkow: Kunstwerke alter Großenhainer Meister. In: Heimatkalender für den Kreis Bad Liebenwerda. Bad Liebenwerda 1962, S. 223–226.
- Als die erste Eisenbahn. In: Heimatkalender für den Kreis Bad Liebenwerda. Bad Liebenwerda 1963, S. 144–147.
- Elsterwerda im Befreiungskrieg 1813. In: Heimatkalender für den Kreis Bad Liebenwerda. Bad Liebenwerda 1963, S. 150–154.
- Über einige Kunstwerke im östlichen Heimatgebiet. In: Heimatkalender für den Kreis Bad Liebenwerda. Band 1965/66. Bad Liebenwerda, S. 247–253.